# Lac Guinas
Le lac Guinas (nom en anglais Lake Guinas) est un lac namibien situé à proximité du parc national d'Etosha dans la région d'Oshikoto. C'est le plus grand des deux lacs karstiques de la zone.

## Géographie et géologie
Le lac Guinas est situé à 1 250 mètres d'altitude sur le plateau de Waterberg, à 38 km à l'ouest de la ville de Tsumeb. C'est un lac ovale, de 140 m de longueur et 70 m de largeur avec des parois abruptes d'environ 20 m de hauteur, qui est le résultat de l'effondrement du toit rocheux de la doline, sous l'effet de la pression de l'eau du réseau aquifère de la région et du processus de karstification des roches calcaires. Sa profondeur maximale mesurée, à ce jour, est de - 132 mètres constituant ainsi le 23e plus profond siphon naturel.
Le lac est potentiellement connecté au lac Otjikoto, distant d'environ 30 km au nord-est, sans que cela soit actuellement démontré.

## Faune et flore
Les eaux du lac possèdent une population endémique de poissons cichlidés, Tilapia guinasana – découverte en 1936 dans les profondeurs du lac (jusqu'à - 67 m) –, espèce en danger critique d'extinction, initialement uniquement présente à Guinas puis introduite volontairement par l'UICN dans le lac voisin de Otjikoto ainsi que dans quelques retenues d'eau de fermes voisines.
Les parois du lac hébergent des colonies de rapaces nocturnes et de chauve-souris.